# Азнай-бий
Азнай-бий (Азнай-баба) (жил в XVI веке) — предводитель рода (родового подразделения) азнай башкирского племени юрматы. Эпоним рода - по его имени и названо родовое подразделение.

## Родословная
Отец Азнай-бия — Яхшимбэт, дед — Кузямбэт, прадед — Текел, его отец — Сарбай, его отец — Тугаш, его отец — Авис, его отец — Тиле Тубай, его отец — Кулсадик, его отец — Каракузяк, князь Мишенле (Кузеев, 1960, С.108-109).
Сыновья Азнай-бия — Субхангул, Исламгул (Кузеев, 1960, С.109). Его потомки проживают в селах Аючево и Мурдашево Стерлитамакского района.

## Данные изшежереи их научная интерпретация
В «Шежере племени юрматы» рассказывается, что Азнай-бий входил в делегацию во главе с предводителем племени юрматы Татигас-бий на переговорах об условиях вхождения юрматынцев в состав Московского царства.

И вот я, Татигач-бий … от народа трех тюбь взял трех человек: первый — Азнай-баба, второй — Ильчиктимер-баба, третий — Кармыш-баба, и вместе вчетвером, взяв друзей-спутников, направились в Казань-город и покорились Белому бию-падишаху.
Получили <за это> высочайшую награду и атлас. …От бежавших ногаев оставшиеся земли мы нижайше просили <дать нам> и получили <их>. Верхняя межа — Нугуш, нижняя межа — Кукуш, по обе стороны от них вытекающие реки, и степи, и горы, и скалы он дал <нам>. Согласившись платить ясак куницей, мы присягнули на верноподданство. После этого Белый бий-падишах мне, Татигачу, милостиво даровал чин мирзы. Азнаю даровал <должность> старосты.
— http://newchron.narod.ru/texts/bashkort/jur_sh.html
Данные сведения представляются не соответствующими логике реальных исторических событий: земли ногаев должны были быть переданы задолго до 1649 года, когда в начале XVII века ногаи были вытеснены со своих земель калмыками в период Смутного времени. Предположительно, грамота «Титкачу мурзе и старосте Аднаю» была выдана 21 августа 1609 г, а служилый князь Татигач Муралеев фиксируется в писцовых книгах 1602—1603 годов.
После заключения договора назначен старостой, его земли — по р. Тайрук.

уплатив ясак, мы разделили землю на четыре тюби. Сначала <земли> от верховья Ашкадара до низовья его с вытекающими с обеих сторон речками, с лугами, камышами и степями, от речек Угуя и Мекатевли до низовья Нугуша с впадающими в них речками, сделали одной долей. И ещё <земли> от низовья Нугуша с вытекающими с обеих сторон Идели речками, с их деревьями, лугами, с истоком <речки> Тор и истоком <речки> Селеук, от дерева со сломанной вершиной и от седловины Туратау сделали одной долей. И <земли> Туратау, и Шахтау, и Куштау от устья Стерли и от верховья Куганака с Уршаком, с возвышенностями между ними и стекающими с них <речками>, и впадающими в Асаву. И <земли> от устья Уршака, Асавы, от лесочка Маленький буляк, Бурсык, затем от горы Юрактау с долиной Каратугай по Идели от Кукуша, Зигана, с впадающими в них речками и потоками, от верховья Каламана, от верховья Тора и Шинеш мы сделали одной долей. После того бросили четыре жребия. Первый: по исполнении жеребьевки первый жребий -<земли> с их водами и степями, простирающимися до Ашкадара — достался мне, Татигачу; второй жребий — Тяйрюк с описанными <выше> их водами, и степями, и лесами — достался старосте Азнаю;— http://newchron.narod.ru/texts/bashkort/jur_sh.html
Данные сведения из шежере подтверждаются в том числе и косвенными данными — через 40 лет сыну Татигача «уфимскому служилому башкирцу» Москову Тайдигашеву (Татигачеву) была выдана почти идентичная охранная грамота, как и его отцу, подтверждающая владение землями.
О времени жизни Азнай-бия можно говорить как по косвенным данным, так и по письменным источникам.
959 год хиджры, когда войска Ивана Васильевича взяли Казань, после чего юрматинцы стали подданными Московии — это 1552 год Р. Х.

В <год> <девять>сот <пятьдесят> девятый в Казани Белый бий стал падишахом.

Татигач-бий ходил <к нему>, покорился <ему>, присягнул на верно подданство, сии земли наши нижайше просил и получил.— http://newchron.narod.ru/texts/bashkort/jur_sh.html
Имя предводителя Азнайцев упоминается при оплате ясака в 962 году хиджды (1554/1555 гг.):

Когда мы вступили в <девятьсот> шестьдесят второй <год>, от Белого бия-падишаха пришёл купец. Меня, Татигача, старосту Азная, после этого Ильчиктимера с Кармышем известили <о нём>. — http://newchron.narod.ru/texts/bashkort/jur_sh.html
Но его имени нет в перечне «родичей-сородичей, своих друзей и близких», собранных Татигач-бием в конце жизни, до 972 г.хиджры (1564/1565 гг.), точнее до даты своей смерти 18 апреля 1565 («В девятьсот семьдесят втором <году хиджры> Священного рамазана 8-го дня скончался Татигач-баба.»). Скорее всего, это означает, что Азнай-бий уже скончался.
Татигач-бий:

 много дней прошло, силы ушли, мы состарились. Подошёл я к концу жизни … Тогда призвал я родичей-сородичей, своих друзей и близких … Рассказы и прошлое <наших> предков мулле Бакыю я велел записать и передал Ильчиктимеру и Кармышу. В девятьсот семьдесят втором <году хиджры> Священного рамазана 8-го дня скончался Татигач-баба.— http://newchron.narod.ru/texts/bashkort/jur_sh.html
В 1879 году В. А. Новиковым была опубликована копия грамоты, описывающий визит башкирцев в 1649 году. Однако современные исследователи уверены, что в 1879 году Новиков опубликовал копию грамоты, выданной Москову Тайдигашеву, а его отец Татигач-бей получил титул служилого князя (мурзы) и поместье, в Казанском уезде из рук царя Василия Шуйского (1606—1610), тогда же Азнай стал главой Юрматынской волости.

## В литературе
Персонаж повести Фины Латыповой «Татигас-бей».
Персонаж повести «В ожидании конца света» Булата Рафикова, где назван Азнай-бей.